# Final Fantasy VII: Last Order
Final Fantasy VII: Last Order är en 25 min lång animerad novellfilm som kom 2005 och som gjordes av regissören Moria Asaka. Filmen är en så kallad prequel och bygger på en händelse som inträffade fem år innan det som utspelar sig i rollspelet Final Fantasy VII.

## Grundhandling
I spelet berättar huvudpersonen Cloud Strife vid ett tillfälle för sina vänner om hur hans hemby förstördes för fem år sedan. Clouds berättelse stämmer dock inte på alla punkter, och det är detta som filmen Final Fantasy VII: Last Order handlar om; den tar upp vad som verkligen hände i Nibelheim.

### Oönskade ändringar
När Crisis Core: Final Fantasy VII släpptes på marknaden två år senare, det vill säga 2007, ändrades historien om vad som skedde i Nibelheim tillbaka till så som händelsen skildrades i originalet. Novellfilmen Last Order anses därför inte som officiellt material längre. Hängivna anhängare till Final Fantasy VII blev väldigt upprörda då viktiga scener hade ändrats i Last Order, och dessa upprörda känslor svallade ända upp till herrarna på Square Enix. De ändringar som tillkom i Last Order är bland annat att Tifa och Cloud pratade med varandra i reaktorn efter att Tifa hade blivit skadad av Sephiroth. Clouds ögon skimrade då i grönt, vilket tydde på att han hade blivit utsatt för Mako, något han inte blev förrän efter Nibelheim-incidenten. Den allra viktigaste skillnaden var emellertid, att Sephiroth själv valde att falla ner i livsströmmen, vilket gjorde att det hat han hittills hyst gentemot Cloud försvann.

### Ordningen återställd
När Crisis Core lanserades, hade händelserna efter påtryckningar ändrats tillbaka till vad som gällde i originalet med endast några få och obetydliga skillnader. Detta till många fans stora glädje. Crisis core var inte vad de flesta trodde, det var en s.k. "Ion Cannon". Ingen förutom skaparen visste detta, men sedan när filmen släpptes så blev det stora spekulationer om vad "Crisis Core" egentligen var. Uppståndelsen blev så stor att skaparen var tvungen att gå ut med ett pressmeddelande och berätta vad "Crisis Core" var.
1. 1 2  läs online, www.allocine.fr , läst: 8 april 2016.[källa från Wikidata]